# Lelio Spannocchi

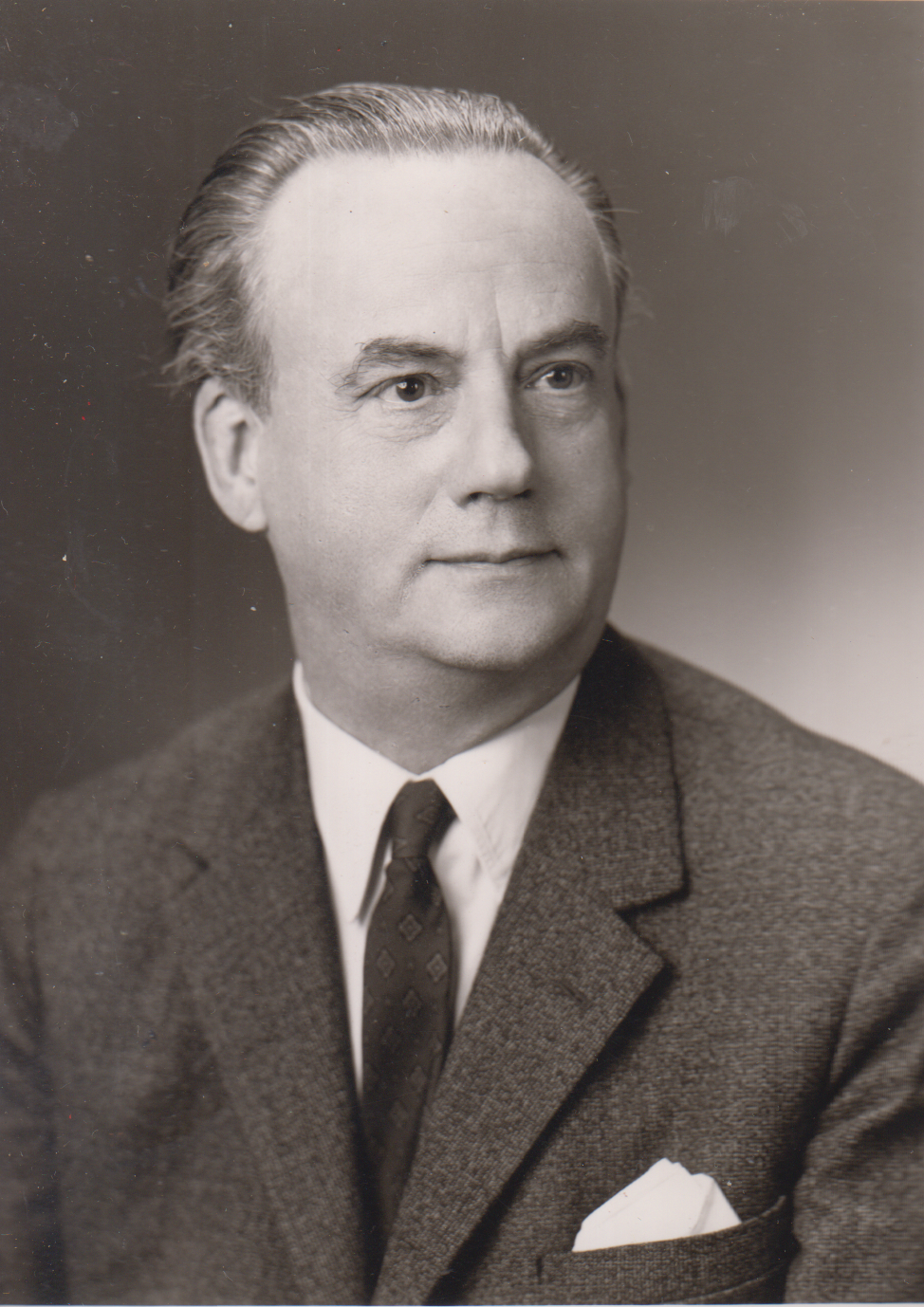
Lelio Spannocchi

Lelio Spannocchi, geboren als Lelio Graf Spannocchi, (* 20. Oktober 1911 in Aigen bei Salzburg; † 15. März 1986 in Sarleinsbach, Oberösterreich) war ein österreichischer Politiker und Landesbeamter.

## Leben

### Herkunft
Lelio Spannocchi kam als zweites von drei Kindern von Anton Graf Spannocchi und Gabriele Gräfin von Attems 1911 im Schloss Aigen in der Nähe von Salzburg zur Welt. Seine Mutter war die Enkelin von Moritz Graf O’Donnell, dem Bruder von Maximilian Karl Graf O’Donell von Tyrconell, der 1853 Kaiser Franz-Josef vor dem Attentat durch Janos Libényi bewahrte und sich als Belohnung dafür eine Villa im Salzburger Mirabellgarten erbauen durfte. Lelios Bruder war der spätere österreichische General Emil Spannocchi (1916–1992).
Zu seinen Vorfahren zählte auch der steiermärkische Landeshauptmann Ferdinand von Attems.

### Ausbildung und politisches Wirken
Nach dem Besuch des Stiftsgymnasiums in Seitenstetten legte er 1930 die Matura ab und begann das Studium der Jurisprudenz an der Universität Wien. Bedingt durch Übersiedlungen setzte er das Studium in Grenoble fort und promovierte schließlich 1935 an der Universität Innsbruck.
In seinem Beruf machte er sich als Bediensteter verschiedener Bezirkshauptmannschaften im Bereich der Steiermärkischen Landesregierung und ab 1945 als Verwaltungsbeamter im Bereich des Landes Oberösterreich sowie als Leiter der Finanzabteilung im Amt der Oberösterreichischen Landesregierung einen Namen. Von 1947 bis 1956 bekleidete er das Amt des Bezirkshauptmanns von Rohrbach in Oberösterreich, von 1969 bis 1973 war er Mitglied der Oberösterreichischen Landesregierung.
Nach der Nationalratswahl von 1970 war er von 31. März 1970 bis 4. Mai 1971 als Abgeordneter der ÖVP im österreichischen Nationalrat tätig. Von 1973 bis 1979 fungierte er als Abgeordneter und auch als Erster Präsident des Oberösterreichischen Landtags.
Spannocchi verstarb am 15. März 1986 im Alter von 74 Jahren auf Schloss Sprinzenstein in Sarleinsbach.

## Familie
Aus seiner am 14. September 1942 mit Gabriele Gräfin von Sprinzenstein und Neuhaus (* 1909) geschlossenen Ehe entsprangen die Kinder Katharina (* 1943), Hieronymus (* 1946), Almerie (* 1948) und Veronika (* 1953). Das durch seine Heirat in Familienbesitz gekommene Schloss Sprinzenstein steht heute im Eigentum seines Sohnes Hieronymus.

## Publikationen
- Das Land Oberösterreich als Wirtschaftsfaktor. Oberösterreich im Zeichen des Aufstiegs. In: Wirtschaftsberichte aus Oberösterreich. Folge 3, 1961, ZDB-ID 2515992-6, S. 8–15.

## Auszeichnungen
- Silbernes Ehrenzeichen der Gewerkschaft öffentlich Bediensteter (1977)
- Großes Ehrenzeichen des Landes Oberösterreich (1979)
- Großes Silbernes Ehrenzeichen für Verdienste um die Republik Österreich (1952) (1980)
- Ehrenbürger von Klaffer am Hochficht (1980)
- Goldenes Ehrenzeichen für Verdienste um die Republik Österreich
- Ehrenbürger von Oberkappel
- Großes Silbernes Ehrenzeichen des Landes Oberösterreich
- Großes Silbernes Ehrenzeichen am Bande für Verdienste um die Republik Österreich
- Großes Goldenes Ehrenzeichen des Landes Oberösterreich